# Conceição (Horta)
Conceição ist eine portugiesische Gemeinde (Freguesia) im Kreis (Concelho) von Horta auf der Azoreninsel Faial. In ihr leben 1047 Einwohner (Stand 19. April 2021).
Conceição ist eine der drei Stadtgemeinden Hortas, zusammen mit Angústias und Matriz bildet sie das Stadtgebiet der Kreisstadt Hortas ab. Der Kreis Horta umfasst die gesamte Insel Faial.
Die wichtigsten Sakralbauten der Stadt Horta liegen im unteren Teil der Gemeinde, ebenso der neue Terminal der Fähre zur Nachbarinsel Pico (mit Touristeninformation und großen Parkplatz), der Strand Praia da Conceição und das angrenzende Sport- und Freizeitgelände Parque da Alagoa. Im oberen, bereits ländlich geprägten Gemeindeteil liegt der bekannte Aussichtspunkt Miradouro de Nossa Senhora da Conceição mit der charakteristischen Mariensäule und dem weiten Ausblick auf die Bucht von Horta.